# Forschungsvereinigung Werkzeugmaschinen und Fertigungstechnik
Die Forschungsvereinigung Werkzeugmaschinen und Fertigungstechnik e. V. (FWF) ist der Förderverband zur Finanzierung von Forschungsprojekten des Vereins Deutscher Werkzeugmaschinenfabriken e. V. (VDW). Er wurde 1922 ins Leben gerufen und deckt seinen Finanzhaushalt durch Mittel des Deutschen Bundesministeriums für Wirtschaft und Technologie (BMWi) über die Arbeitsgemeinschaft industrieller Forschungsvereinigungen "Otto von Guericke" e. V. (AiF) sowie durch Zuschüsse des VDW, die zum Großteil aus den Beiträgen der Mitgliedsfirmen stammen.

## Projektdurchführung
Gefördert werden in erster Linie Vorhaben produktionstechnischer Institute, die in der Regel Technische Universitäten angegliedert sind. Üblicherweise werden Projektziele von Arbeitskreisen des VDW festgelegt, die aus Repräsentanten der Mitgliedsfirmen sowie des Vereins selbst bestehen. Meist erfolgt dann eine Ausschreibungsphase, während der produktionstechnische Institute Angebote abgeben können. Die Arbeitskreise sind während der Projektlaufzeit für die Projektsteuerung und -koordination verantwortlich. Abgeschlossen werden Vorhaben durch die Erstellung eines Abschlussberichts, der über den VDW bezogen werden kann.